# Hugo Leth
Hugo Leonard Leth, född den 2 mars 1862 i Kristianstad, död den 11 maj 1949 i Stockholm, var en svensk militär. Han var bror till Fredrik Leth.
Leth blev underlöjtnant vid Norra skånska infanteriregementet 1881, löjtnant där 1892 och kapten där 1901. Han blev major vid generalstaben och stabschef vid I. arméfördelningen 1906. Leth befordrades till överstelöjtnant vid Karlskrona grenadjärregemente 1911. Han blev överste och chef för Västgöta regemente 1913 samt därjämte chef för 6. infanteribrigaden 1918. Leth övergick till reserven 1922. Han blev riddare av Svärdsorden 1903, kommendör av andra klassen av samma orden 1917 och kommendör av första klassen 1920. Leth vilar på Östra begravningsplatsen i Kristianstad.